# Scelotrichia insularis
Scelotrichia insularis är en nattsländeart som beskrevs av Wolfram Mey 1995. Scelotrichia insularis ingår i släktet Scelotrichia och familjen smånattsländor. Inga underarter finns listade i Catalogue of Life.